# Рено I (граф Бара)
Рено I Одноглазый (фр. Renaud Ier le Borgne; нем. Rainald I. der Einäugige; 1075/1080 — 25 февраля или 10 марта 1149), граф Бара и сеньор Муссона с 1105, граф Вердена в 1105—1134, сын Тьерри I, графа Монбельяра, Бара, Феррета, Альткирха и сеньора Муссона, и Ирментруды, дочери Гильома I, пфальцграфа Бургундии, представитель Монбельярского дома.

## Биография
Рено получил Музе и Стене от епископа Вердена Ричарда I в 1100 году. В 1102 году Рено основал аббатство Сен-Пьермон, где был фогтом. Также он основал в Коммерси премонстратский монастырь и замок, а в 1106 году  продал их монастырю в Сен-Мийеле. После смерти отца в 1105 году Рено I унаследовал часть владений его отца — графство Бар и сеньорию Муссон, а также графство Верден. Епископ Вердена Ричард также подтвердил за Рено графство Верден, объявив себя сюзереном над графством. Рено часто конфликтовал с епископом и его преемниками, так как отказывался признать его власть, так как он был слишком силен, чтобы быть вассалом епископов Вердена. Недовольные его правлением, жители города Вердена подняли восстание. В ожесточенной борьбе с ними, он получил тяжелую травму, которая привела к потере глаза. После этого случая Рено получил прозвище Одноглазый.  
Во время спора между императором Генрихом V и папой Пасхалием II по поводу избрания епископом Вердена Ричарда II де Грандпре, Рено захватил папского легата и заточил его в замке Грандпре. В ответ Ричард захватил и конфисковал замки Дьелуар и Стене и передал их графу Люксембурга Вильгельму I.  В результате войны, длившейся с 1111 года, Бар-ле-Дюк был оккупирован в 1114 году императором Генрихом V, а Рено был заключен под стражу. Но вскоре после того как он присягнул на верность императору и принес ему оммаж, Рено был освобожден. Он достиг компромисса с Вильгельмом Люксембургским, уступив ему конфискованные территории и доходы с них.
В 1120 году графство Верден было конфисковано императором и передано графу Грандпре Генриху I в отместку за то, что Рено военно поддержал избрание Генриха де Блуа на пост епископа Вердена. В 1124 году Рено удалось помириться с императором и он вновь вступил во владение Верденом. В 1130 году Рено получил Брие. Еще в начале правления в Вердене, он воздвиг огромную башню около аббатства Сен-Ван. Вид этой башни приводил в страх город и его окрестности, что объединило епископа и горожан против Рено. Башня была захвачена в 1134 году, а затем уничтожена. Епископ Вердена свергнул Рено и присоединил графство Верден к своему епископству, а Рено получил Клермон-ан-Аргон. Впоследствии, в течение XII века последующие графы Бара оказывали влияние на епископство, представляя опасность для него.
Дальний родственник Рено Готфрид Бульонский на время оставил замок Буйон на управление Льежскому епископству, заявив, что если он вернется из Святой земли, он выкупит поместье или оно перейдет к его наследникам. Готфрид скончался в Иерусалиме в 1100 году. Рено, выдавая себя за наследника Готфрида, потребовал Буйон, и встретив отказ епископа Льежа Александра I Юлихского, взял замок штурмом в 1134 году. 22 сентября 1141 года епископ Альберон II Намюрский, при поддержке Генриха IV Люксембургского, вернул себе земли в Буйоне. 29 сентября в Буйоне умер Гуго, старший сын Рено, что, наконец, убедило Рено отказаться от завоеванных земель.
Предполагается, что Рено был в хороших отношениях с герцогом Лотарингии Симоном I. В 1128 году он хотел с ним встретиться, но различные проблемы не позволили ему это сделать. Вместе со своими сыновьями Рено II и Тьерри и братом Этьеном, Рено отправился в 1147 году во Второй крестовый поход, в котором принял активное участие. В 1149 году, 10 марта или ранее, он умер в море во время возвращения домой. Рено был похоронен в аббатстве Сен-Мийель.

## Брак и дети
Согласно Пулю, Рено женат дважды. Он называют дату предполагаемого первого брака 1110 годом, хотя не обосновывает свои предположения. Он утверждает, что его первая жена родила ребенка во время осады замка Муссон императорскими войсками в 1113 году. Он ссылается на хронику Laurentii Gesta Episcoporum Virdunensium, где подробно описывается осада замка, хотя этот источник не упоминает о рождении сына Рено в это время. Ни в каких других источниках нет упоминаний этого предполагаемого брака или рождения ребенка в 1113 году.
Жена с до 1120: Гизела де Водемон (ум. после 1141), дочь Жерара, графа де Водемон, вдова Ренье III, графа де Туль. Дети:
- Гуго (ум. 29 сентября 1141, Буйон, похоронен в Сен-Мийеле)
- Рено II (ок. 1122 — 25 ноября 1170), граф Бара с 1150
- Тьерри (ум. 8 августа 1171, похоронен в Мецском соборе), архидиакон Вердена с 1156, епископ Меца с 1163
- Агнес (ум. после 1185); муж с 1140 — Альбер (ум. 29 сентября 1162), граф де Шини
- Клеменса (1123/1127 — после 20 января 1183); 1-й муж с 1140 — Рено II (ок. 1070 — до 1162), граф де Клермон-ан-Бовези; 2-й муж с 1140 — Тибо III де Крепи (ум. до 20 января 1183), сеньор де Нантейль-ле-Ардуин
- Матильда; муж с 1140 — Конрад I (ум. после 1173), граф фон Кирбург
- Стефания (12 марта 1178); муж с до 22 октября 1144 — Гуго III (ум. 1199), сеньор де Бруа